# Sistema de Classificação de Ameaças da Nova Zelândia

A estrutura do Sistema de Classificação de Ameaças da Nova Zelândia (revisão de 2007)

O Sistema de Classificação de Ameaças da Nova Zelândia é usado pelo Departamento de Conservação para avaliar as prioridades de conservação de espécies na Nova Zelândia.
O sistema foi desenvolvido porque a Lista Vermelha da IUCN, um sistema de estado de conservação semelhante, tinha algumas deficiências para os requisitos exclusivos de classificação de conservação na Nova Zelândia. Desde 2011, plantas, animais e fungos são avaliados, embora o último ainda não tenha sido publicado. As algas foram avaliadas em 2005, mas não foram reavaliadas desde então. Outros protistas não foram avaliados.